# Florin Horvath
Florin Horvath este un scriitor român.
Este membru al Cenaclului literar „Silvania”, a colaborat cu diverse reviste de cultură din țară și din județul Sălaj, printre care „Caiete Silvane” și este membru al Ordinului Cavalerilor Templieri și al Francmasoneriei.
S-a mutat în Zalău în 1975 și a lucrat, pe rând, la societățile „Armătura” și „Anvelope”.
Până în 1972, fusese pilot militar, dar  fiind o fire rebelă, comuniștii l-au suportat cu greu în elita militară.
A fost obligat să renunțe și a făcut cursuri de specializare în „Automatizări sectoare calde”.
Noua meserie l-a adus la Zalău.
Revoluția din Decembrie 1989 l-a găsit în balconul Comitetului Județean de Partid (actualul sediu al Prefecturii Sălaj).
Dar, după un an și opt luni a plecat, nemulțumit de faptul că FSN-ul încerca să devină un nou „partid stat”. 

## Publicații
- O lacrimă pentru Măria Sa, 1987
- Voievodul  Albastru, 2001
- Coroana celor șapte mari maeștri, 2001
- Îndreptar franc masonic, 2004
- 125 de ani de lumini și umbre în francmasoneria românească, 2005
- Un templier la Sarmisegetusa, 2009
- Legenda marelui Zalmoxis, 2010 [3][4]
- Ultimul festin, 2011
- Îndreptar heraldic, Editura Ordo ab Chao, Zalău, 2012 [5]
- Vecernie la amiază, Editura „Ordo ab chao”, Zalău, 2013 [1]
- Umbrele Nevăzutului, Editura „Ordo ab chao”, Zalău, 2015